# Budimex
Budimex SA – polskie przedsiębiorstwo budowlane, notowane od 1995 roku na Giełdzie Papierów Wartościowych w Warszawie.  Od 2024 roku firma wchodzi w skład prestiżowego indeksu WIG20. Największa w Polsce grupa budowlana od roku 2012 do 2023 zapłaciła 1,47 mld zł podatku CIT, co daje jej pierwsze miejsce wśród wszystkich działających w kraju spółek budowlanych. 
Siedzibą Budimex SA jest Warszawa.

## Działalność
Obecnie Budimex koncentruje się na rynku polskim oraz prężnie rozwija się w Europie Środkowo-Wschodniej: w Czechach, Niemczech, Estonii, na Słowacji oraz Łotwie. Działa w sektorach infrastruktury: drogowej, kolejowej, lotniskowej; budownictwa kubaturowego, energetycznego, przemysłowego i ekologicznego i stopniowo zwiększa swoje zaangażowanie w sektorze facility management oraz gospodarki odpadami. Operuje także w segmencie wytwarzania energii elektrycznej z odnawialnych źródeł energii w projektach o dużej mocy.
Grupa Budimex zatrudnia blisko 8 tysięcy osób, z czego ponad 10% stanowią pracownicy sił własnych. Rocznie współpracuje z 16 tysiącami kontrahentów. Do grupy należą:
- Budimex SA
- Mostostal Kraków SA
- Budimex Budownictwo Sp. z o.o.
- Budimex Kolejnictwo SA
- FBSerwis SA
- Budimex Bau
- Budimex Oddział Słowacja
- Budimex Oddział Czechy
- Budimex Oddział Łotwa
- Circular Construction
- Budimex Parking Wrocław Sp. z o.o.
- Budimex Development
- BXF Energia
- Magnolia Energy
- Kamelia
- Azalia

Inwestorem strategicznym jest hiszpańska firma Ferrovial. Spółka do końca 2019 roku wchodziła również w skład RESPECT Indeksu, a obecnie od września 2019 roku wchodzi w skład WIG-ESG.
Budimex jest jednym z sygnatariuszy Porozumienia dla Bezpieczeństwa w Budownictwie - inicjatywy utworzonej w 2010 r., zrzeszającej największych generalnych wykonawców w Polsce w celu podniesienia poziomu bezpieczeństwa pracy w branży budowlanej. Firma wdrożyła i realizuje dwa programy społeczne: Hello ICE i Program społeczny Budimex – Strefa Rodzica. Budimex Dzieciom.
W 2019 r. 50% pracowników zatrudnianych przed podwykonawców Budimexu stanowili obcokrajowcy, głównie z Ukrainy i Białorusi.

## Historia
- 1968 – powstanie Centrali Handlu Zagranicznego Budownictwa Budimex
- 1995 – utworzenie Przedsiębiorstwa Eksportu Budownictwa Komunikacyjnego Dromex
- 1995 – debiut na Giełdzie Papierów Wartościowych
- 1999 – Budimex S.A. założył spółkę Budimex Nieruchomości[9]
- 2000 – zakup większościowego pakietu akcji Budimeksu przez inwestora strategicznego – hiszpańską grupę Ferrovial(inne języki)
- 2002 – powstanie Budimex Dromex SA
- 2009 – połączenie Budimex Dromex SA z Budimex SA
- 2011 – akcje spółki notowane w indeksie RESPECT na warszawskiej GPW
- 2013 – sprzedaż Budimex Danwood
- 2019 – zakup 51% akcji spółki FBSerwis od spółki Ferrovial Services International SE z siedzibą w Amsterdamie[10]
- 2021 – sprzedaż Budimex Nieruchomości, którą kupiła Grupa Crestyl (Czechy)[9]
- 2022 - Powołanie nowego Zarządu
- 2024 - Budimex po 20 latach wraca do WIG20

## Wybrane realizacje
- Autostrada A2 Stryków – Konotopa
- Autostrada A4 Jarosław – Radymno
- Droga ekspresowa S8 Róża – Wrocław
- Droga ekspresowa S5 Korzeńsko – Widawa
- Droga ekspresowa S7 Obwodnica Skarżyska – Kamiennej
- Droga ekspresowa S17 Kołbiel – Kurów
- Autostradowa Obwodnica Wrocławia
- Budowa obwodnicy Suwałk w ramach drogi ekspresowej S61 (Via Baltica)
- Pobrzeże Koszalińskie
- Pomorska Kolej Metropolitalna
- Mała linia obwodowa Warszawa
- Dworzec kolejowy Wrocław Główny
- Linia Kolejowa nr 7 Pilawa – Dęblin
- Port Lotniczy Gdańsk im. Lecha Wałęsy – terminal II
- Centrum Kongresowe ICE Kraków
- Muzeum Śląskie w Katowicach
- Budynek Wydziału Prawa i Administracji UWM w Olsztynie
- Centrum Spotkania Kultur i Teatr Muzyczny w Lublinie
- Plac Litewski w Lublinie
- Dworzec Kolejowy w Przemyślu
- Dworzec Kolejowy w Bydgoszczy
- Silesia Star Katowice
- Przyokopowa Office w Warszawie
- Centrum Biurowe Neptun w Gdańsku
- Budynek Biurowo – Usługowy Pixel w Poznaniu
- Centrum Nauki i Sztuki ASP w Łodzi
- Collegium Paderevianum Uniwersytetu Jagiellońskiego
- Akademia Muzyczna we Wrocławiu
- Hala Sportowo-Widowiskowa w Sopocie
- Stadion Miejski w Gdyni
- Stadion Miejski w Lublinie
- Hala sportowo-widowiskowa w Ostrowcu Świętokrzyskim
- Galeria Pomorska w Bydgoszczy
- Hotel DoubleTree by Hilton w Łodzi
- Kompleks Apartamentowo-Hotelowy City Park w Poznaniu
- Wojewódzki Szpital Dziecięcy w Bydgoszczy
- Dziecięcy Szpital Ratunkowy im. Marii Skłodowskiej Curie w Bukareszcie
- Szpital Wojewódzki we Wrocławiu
- Szpital Uniwersytecki w Bydgoszczy
- Linia tramwajowa na Bielany w Toruniu
- Wojewódzki Szpital Zespolony im. L. Rydygiera w Toruniu
- Elektrownia Turów – budowa nowego bloku
- Zakład Wodociągu Północnego w Wieliszewie
- Dworzec Kolejowy w Grudziądzu